# Воютино (Владимирская область)
Воютино — село в Меленковском районе Владимирской области России, входит в состав Дмитриевогорского сельского поселения.

## География
Село расположено на берегу Оки в 7 км на северо-восток от центра поселения села Дмитриевы Горы и в 22 км на юго-восток от райцентра города Меленки.

## История
В писцовых книгах 1628-30 годов значится сельцо Воютино за вдовою Настасьей Ивашевой; в сельце тогда были двор приказчиков и 12 дворов крестьянских; о церкви в этих книгах не упомянуто. В тех же книгах значится приходская деревня Толстиково, принадлежавшая помещику Всеволоцкому. Когда построена в Воютине в первый раз церковь, с точностью не известно, но, несомненно, раньше 1676 года, так как в окладных книгах Рязанской епархии за этот год отмечено, что «в селе Воютине церковь Воскресения Христова, при той церкви двор попа Ивана, да в приходе 38 дворов и 1 двор бобыльский; деревни Толстиково и Каменица, в них 17 дворов крестьянских…». В 1716-21 годах в Воютине был построен новый деревянный храм, по благословлению епископа Рязанского Сильвестра; строителем был священник Московского Ивановского девичьего монастыря Алексей Иванов, «построил ее по родителях своих и по всех своих родственниках». В 1765 году церковь была перестроена вновь и освящена с благословения епископа Рязанского Палладия. Деревянная колокольня в 1881 году была построена вновь. В селе Воютине с 1871 года существовала земская народная школа. 
В 1990-е годы Вознесенская церковь реставрировалась за счет государственного бюджетного финансирования как памятник архитектуры. Сруб разобран и перекатан заново с заменой повреждений и вычинкой материала, собран на старом месте с подводкой железобетонного фундамента. В 2008 году перед Пасхой церковь сгорела. В 2009 году началось строительство новой деревянной церкви Воскресения Христова на новом месте.
В конце XIX — начале XX века Воютино — крупное село в составе Димитровско-Горской волости Меленковского уезда. 
С 1929 года село являлось центром Воютинского сельсовета в составе Ляховского района. С 1963 года в составе Меленковского района Владимирской области, позднее вплоть до 2005 года входило в состав Дмитриево-Горского сельсовета. 
До 2010 года в селе действовала Воютинская основная общеобразовательная школа.

### Знаменитые уроженцы
- Наталья Конышева (род. 1947) - доктор педагогических работ, Почетный работник высшего профессионального образования РФ.

## Население
| 1859 | 1897  | 1905  | 1926  | 2002 | 2010 | 2021 |
| ---- | ----- | ----- | ----- | ---- | ---- | ---- |
| 667  | ↗1058 | ↗1190 | ↗1530 | ↘465 | ↘374 | ↘292 |

## Инфраструктура
В селе находятся отделение почтовой связи 602138.

## Достопримечательности
В селе расположена деревянная Церковь Воскресения Христова (2010).